# Астахова, Полина Григорьевна
Поли́на Григо́рьевна Аста́хова (укр. Поліна Григорівна Астахова; 30 октября 1936, Днепропетровск — 5 августа 2005, Киев) — советская украинская гимнастка и тренер. Пятикратная олимпийская чемпионка. Заслуженный мастер спорта СССР (1960).

## Биография
Занималась гимнастикой с 13 лет, когда из-за опоздания к началу учебного года (в связи с переездом родителей в другой город) решила уйти из школы и поступить в Донецкий техникум физической культуры и спорта.

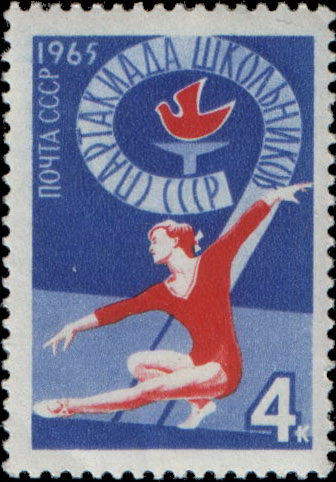
Полина Астахова на марке СССР 1965 года.

В 1954 году впервые участвовала в чемпионате СССР, выступала за общество «Шахтёр». В 1955 году выполнила норматив мастера спорта СССР.
Выступала на мировом уровне с 1956 года, когда была самой юной участницей советской гимнастической сборной на Олимпиаде в Мельбурне.
Астахова — обладательница 10 Олимпийских медалей, в том числе пяти золотых. Кроме того, она чемпионка мира в командном первенстве (1956, 1962), серебряный призёр в командном первенстве (1966), бронзовый — в упражнениях на брусьях (1958); чемпионка Европы в вольных упражнениях (1959), упражнениях на брусьях (1959, 1961), бревне (1961), серебряный призёр в многоборье (1961), в вольных упражнениях (1961). Абсолютная чемпионка СССР (1959). Обладательница Кубка СССР в многоборье (1959, 1960, 1963, 1965). Чемпионка СССР в упражнениях на брусьях (1959, 1960, 1963, 1965), бревне (1961), в вольных упражнениях (1959, 1960, 1964, 1965), серебряный призёр в многоборье (1965), в упражнениях на брусьях (1958, 1961, 1962, 1964), бревне (1959, 1960), в вольных упражнениях (1961, 1963), бронзовый призёр в многоборье (1956, 1958, 1962, 1963), в опорных прыжках (1956), в упражнениях на брусьях (1956, 1957, 1967), бревне (1965), в вольных упражнениях (1958, 1962).
Астахова считалась самой изящной гимнасткой своего времени, её прозвище в западных СМИ было «Русская берёзка».
После завершения спортивной карьеры в 1972 году Полина Астахова тренировала гимнасток Украины.
На пенсии продала свои медали, мебель и одежду, чтобы выжить. Умерла от простуды. За год до смерти Полина Астахова посетила олимпийскую базу в Конче-Заспе, и вызвала шок у гимнастов, Фонд Тимофея Нагорного три года приобретал ей лекарства, продукты питания и одежду. Президент ФК «Шахтер» Ринат Ахметов финансировал её похороны на Байковом кладбище.

## Память
Полина Астахова изображена на почтовой марке СССР, посвящённой IX Всесоюзной Спартакиаде школьников в Минске. Гимнастка изображена в упражнениях на бревне по фотографии Льва Бородулина, опубликованной в журнале «Огонёк», № 46 за 1962 год.
31 октября 2011 года в Донецке на стене дворца спорта «Шахтёр» со стороны бульвара Пушкина была установлена мемориальная доска работы донецкого художника Геннадия Грибова в честь того, что во дворце спорта в течение пяти лет тренировалась Полина Григорьевна Астахова. В церемонии открытия приняли участие Лилия Подкопаева — олимпийская чемпионка, спортсмены-ветераны и воспитанники спортивных школ города.
Надпись на мемориальной доске гласит:
В этом Дворце спорта «Шахтёр» в 1953—1958 тренировалась пятикратная чемпионка Олимпийских игр, заслуженный мастер спорта СССР по спортивной гимнастике Полина Астахова.
Полина Астахова изображена на картине «Гимнасты СССР» академика Российской академии художеств Дмитрия Жилинского.

## Награды
- Орден Трудового Красного Знамени (16.09.1960) — за успешные выступления в XVII летних и VIII зимних Олимпийских играх 1960 года, а также за выдающиеся спортивные достижения[7]
- Орден княгини Ольги III степени (2002)[8]
- Медаль «За трудовую доблесть» (27.04.1957) — «за успехи, достигнутые в деле развития массового физкультурного движения в стране, повышения мастерства советских спортсменов, и успешное выступление на международных соревнованиях»